# Петухов, Иван Николаевич
Иван Николаевич Петухов (6 июня 1907, Романово — 16 июля 1973, Москва) — советский учёный в области физической культуры.

## Биография
В 1925 году поступил в Институт физической культуры имени П. Ф. Лесгафта в Ленинграде. После окончания института в 1929 году остался работать в нем.
В 1937—1939 гг. — директор (ректор) ГДОИФК им. П. Ф. Лесгафта.
В 1939—1950 гг. — ректор ГЦОЛИФК.
На конец 1950-х гг. — председатель научно-методического Совета Комитета по физической культуре и спорту при Совете Министров СССР.

## Награды
- Орден «Знак Почёта» (27.04.1957) — «за успехи, достигнутые в деле развития массового физкультурного движения в стране, повышения мастерства советских спортсменов, и успешное выступление на международных соревнованиях»